# Roma (opera)
Roma è un'opera in cinque atti di Jules Massenet su un libretto francese di Henri Caïn basato sull'opera teatrale Rome vaincue di Dominique-Alexandre Parodi. Fu eseguita per la prima volta all'Opéra de Monte Carlo il 17 febbraio 1912.

## Storia
Roma è stata l'ultima opera di Massenet ad essere eseguita in anteprima nel corso della sua vita. Tre opere furono successivamente presentate postume in anteprima: Panurge (1913), Cléopâtre (1914) e Amadis (1922). L'opera non è rimasta nel repertorio operistico moderno, ma è stata recentemente ripresa e registrata dal Teatro la Fenice di Venezia.

## Ruoli
| Ruolo                                               | Registro voce | Cast della prima, 17 febbraio 1912 (Direttore: Léon Jehin) |
| --------------------------------------------------- | ------------- | ---------------------------------------------------------- |
| Lentulus                                            | tenore        | Lucien Muratore                                            |
| Fabius Maximus                                      | baritono      | Jean-François Delmas                                       |
| Fausta                                              | soprano       | Marija Nikolaevna Kuznecova                                |
| Lucius Cornélius                                    | basso         | Pierre Clauzure                                            |
| Posthumia                                           | contralto     | Lucy Arbell                                                |
| Junia                                               | soprano       | Julia Guiraudon                                            |
| Vestapor                                            | baritono      | Jean Noté                                                  |
| La grande Vestale                                   | soprano       | Éliane Peltier                                             |
| Galla                                               | soprano       | Doussot                                                    |
| Caïus                                               | baritono      | Kozline/Skano                                              |
| Un vecchio                                          | baritono      | Gasparini                                                  |
| Coro: senatori, sacerdoti, vergini vestali, popolo. |               |                                                            |

## Trama
La storia si svolge nell'antica Roma, in seguito al trionfo cartaginese nella battaglia di Canne. Fausta, figlia di Fabius, ha permesso che si spegnessero i fuochi sacri nel Tempio di Vesta, profanando il santuario. Dopo i tentativi falliti di sfuggire al suo destino di venire sepolta viva avvolta in un velo nero, Fausta torna a Roma per accettare la sua punizione. Mentre viene condotta all'esecuzione, sua nonna cieca, Posthumia, le consegna la daga di Fabius. Le mani di Fausta sono però legate e Posthumia deve uccidere sua nipote per salvarla dalla sepoltura ed espiare il sacrilegio.